# Atlanta (magazine)
Pour les articles homonymes, voir Atlanta (homonymie).
Atlanta est un magazine mensuel d'intérêt général basé à Atlanta, en Géorgie, et appartenant à Hour Media Group, LLC. Sa rédaction accueille des écrivains de renom tels que Hollis Gillespie, Anne Rivers Siddons et William Diehl, ainsi que des contributions de Pat Conroy, Rebecca Burns, Terry Kay et Melissa Fay Greene. Il est membre de la City and Regional Magazine Association (CRMA). Atlanta publie également le magazine de voyage Southbound.

## Histoire
La Chambre de commerce d'Atlanta fonde le magazine City Builder en 1916, qui est publié jusqu'en 1960. Il est remplacé par Atlanta, fondé en 1961 sous la direction de Jim Townsend. Il est vendu en 1970 et change de mains à plusieurs reprises au cours des deux décennies suivantes. Metrocorp achèt le magazine en 1987 et le vend en 1989 à American Express pour un montant estimé à 8 millions de dollars. Emmis Publishing, une filiale d'Emmis Communications, rachète le magazine à American Express en août 1993. Atlanta remporte le prix de la rédaction d'articles de fond des National Magazine Awards en 2008.
Depuis 2005, le magazine organise également une cérémonie annuelle de remise des prix commémorant le succès d'Atlanta. Le prix Best of Atlanta met en lumière le meilleur paysage urbain, le meilleur restaurant, le meilleur poète, le meilleur plaisir vocal, entre autres catégories d'Atlanta. Le 1er mars 2017, Emmis Publishing annonce la vente de quatre de ses magazines, dont Atlanta, à Hour Media Group, LLC pour un montant de 6,5 millions de dollars.